# هدى قطب
هدى قُطب (بالإنجليزية: Hoda Kotb) (6 أغسطس 1964) صحفية وإعلامية أمريكية وشخصية تلفزيونية ومؤلفة. ومقدمة البرنامج الصباحي (اليوم) على قناة إن بي سي نيوز. عملت هدى سابقا كمراسلة لبرنامج مجلة إخبارية بعنوان (Dateline NBC).

## حياتها
ولدت في 9 أغسطس 1964، مذيعه الأخبار التلفزيونية الأمريكية، لقد فازت بـ«جائزة إيمي النهار» في 2010م كجزء من فريق برنامج «عرض اليوم». قطب هي أيضا مراسله لشبكه «ان بى سى». قطب من مواليد نورمان اوكلاهوما، وترعرعت في مورجانتاون بولاية فيرجينيا الغربية، الإسكندرية بفرجينيا، والدي قطب من مصر. قطب وعائلتها عاشوا في مصر لمدة عام، وكذلك في نيجيريا. تخرجت من المدرسة الثانوية «هانت فورت» في عام 1982. تخرجت قطب مع درجة البكالوريوس في الصحافة الإذاعية، وكانت المتحدث الرئيسي في تخرج جامعة فرجينيا للتكنولوجياعام 2008.

## أعمالها
قطب كتبت نيويورك تايمز الكتاب الاعلى مبيعاو أيضا، كيف نجوت من مناطق الحرب، الشعر التالف، السرطان، كاثى لى والذي صدر في الطبعة الأولى في تشرين الأول/أكتوبر 2010. في 15 كانون الثانى/يناير 2013، نشرت قطب «الستة الذين يواجهون المحن وتحولت حياتهم» حيث أنها تروي ست قصص عن طريق تحديد أحداث الحياة المتغيرة في كل موضوع وثم إعادة النظر إلى كل واحد من هؤلاء الأشخاص الستة بعد عقد من الزمان. أما في عام 2016، أطلقت كتابها الثالث: «أفضل الناس في اتخاذ القرارات»، الذي يضم مجموعة مختارة لقصص مختلفة من أناس ملهمين، الذين وجدواأنفسهم في لحظات غير متوقعة تماما أو ظروف غير المتوقعة.

## حياتها الشخصية
في عام 2005، تزوجت قطب المدرب السابق لكرة المضرب بجامعة نيو أورليانز كانغا بورزيس. الزواج انتهى بالطلاق بعد سنتين، وفي آذار/مارس 2007، خضعت قطب لـلاستئصال الثدي، ومنذ ذلك الحين أصبح داعية للتوعية بـسرطان الثدي.
في عام 2014، قطب عينت كواحدة من العرب الأميركيين الذين قد كان لهم تأثير في أمريكا 

## الظهور
عام 1986: سي بي إس نيوز-أخبار مساعدالقاهرة.
عام 1986-1989: مذيعه صباحيه.
عام 1989-1991: مذيعه ومراسله تلفزيون «فورت مايرز بولاية فلوريدا» في عطلة نهاية الأسبوع.
عام 1992-1998: مذيعه ومراسله تلفزيون، «سي بي إس نيو أورليانز، لويزيانا».
عام 1998 إلى الوقت الحاضر: مراسل «شبكة أن بي سي الإخبارية الوطنية».
عام 1998 إلى الوقت الحاضر: «ديتلاين أن بي سي» المساهمة مذيعه ومراسله.
عام 2004 – 2008: عملت مع سلسلة التنزيلات المتزامنة «صحتك الإجمالية».
عام 2007-الوقت الحاضر: مقدمه برنامج «ساعة اليوم الرابع» مع كاثي لي جيفورد.

## وصلات خارجية
- هدى قطب على موقع IMDb (الإنجليزية)
- هدى قطب على موقع ميوزك برينز (الإنجليزية)
- هدى قطب على موقع إن إن دي بي (الإنجليزية)
- هدى قطب على موقع قاعدة بيانات الفيلم (الإنجليزية)